# Краби
Краби́ (тайск. กระบี่) — город на юге Таиланда, административный центр одноимённой провинции, а также столичного района-ампхоэ Мыанг-Краби.
Население — 52,867 человек (2010).
Город расположен на берегу Андаманского моря, в устье реки Краби. 
Туризм играет важную роль в экономике провинции. Несмотря на это, сам город не является туристическим курортом, но является важным транспортным хабом в провинции. Вблизи города в 1999 году был построен аэропорт, обслуживающий рейсы внутри провинции. Также c пирса Klong Jilad отходят паромы до островов Пхипхи и острова Пу (Ko Jum).

## Галерея

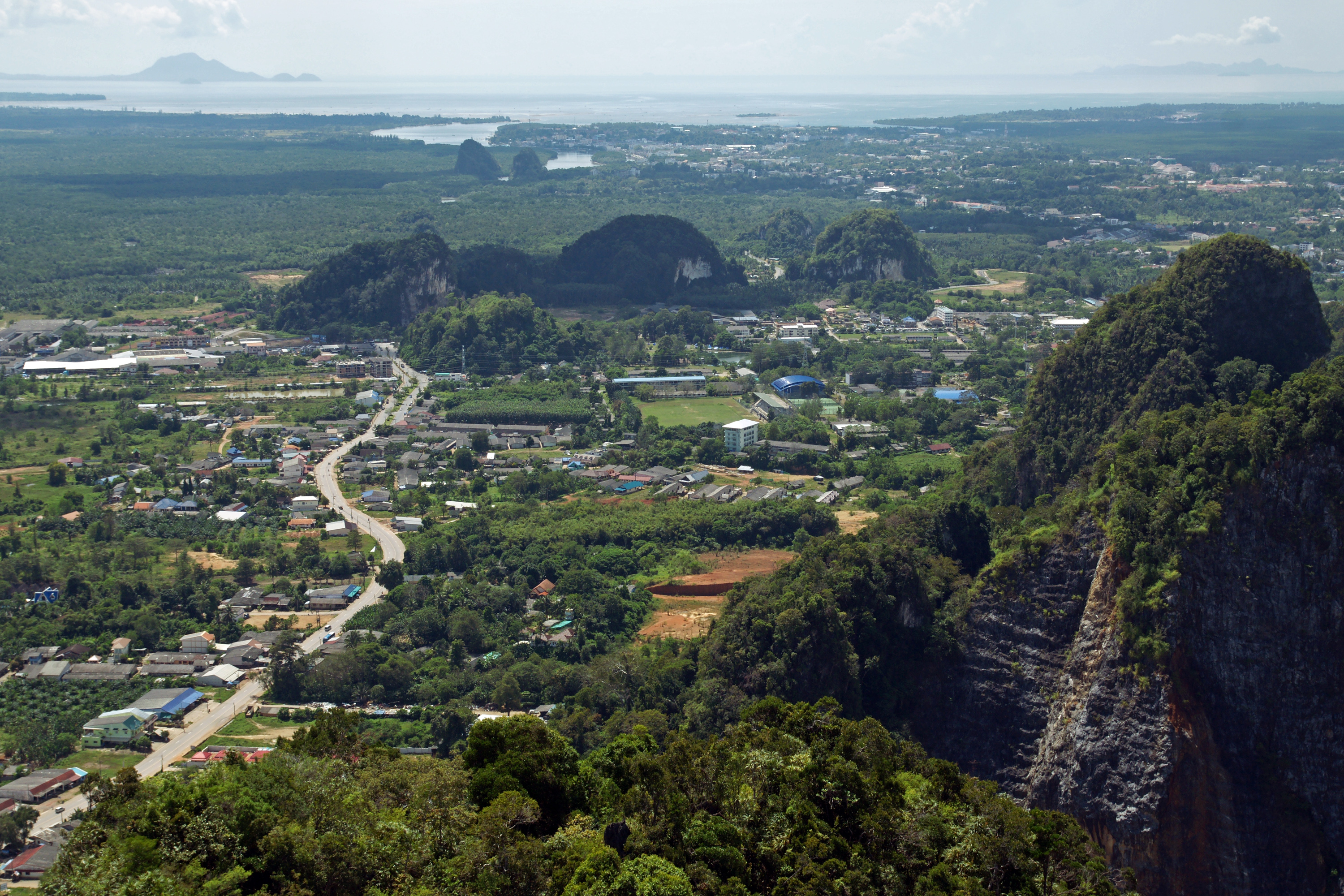
Вид на город с храма Wat Tham Sua (Tiger Cave Temple)
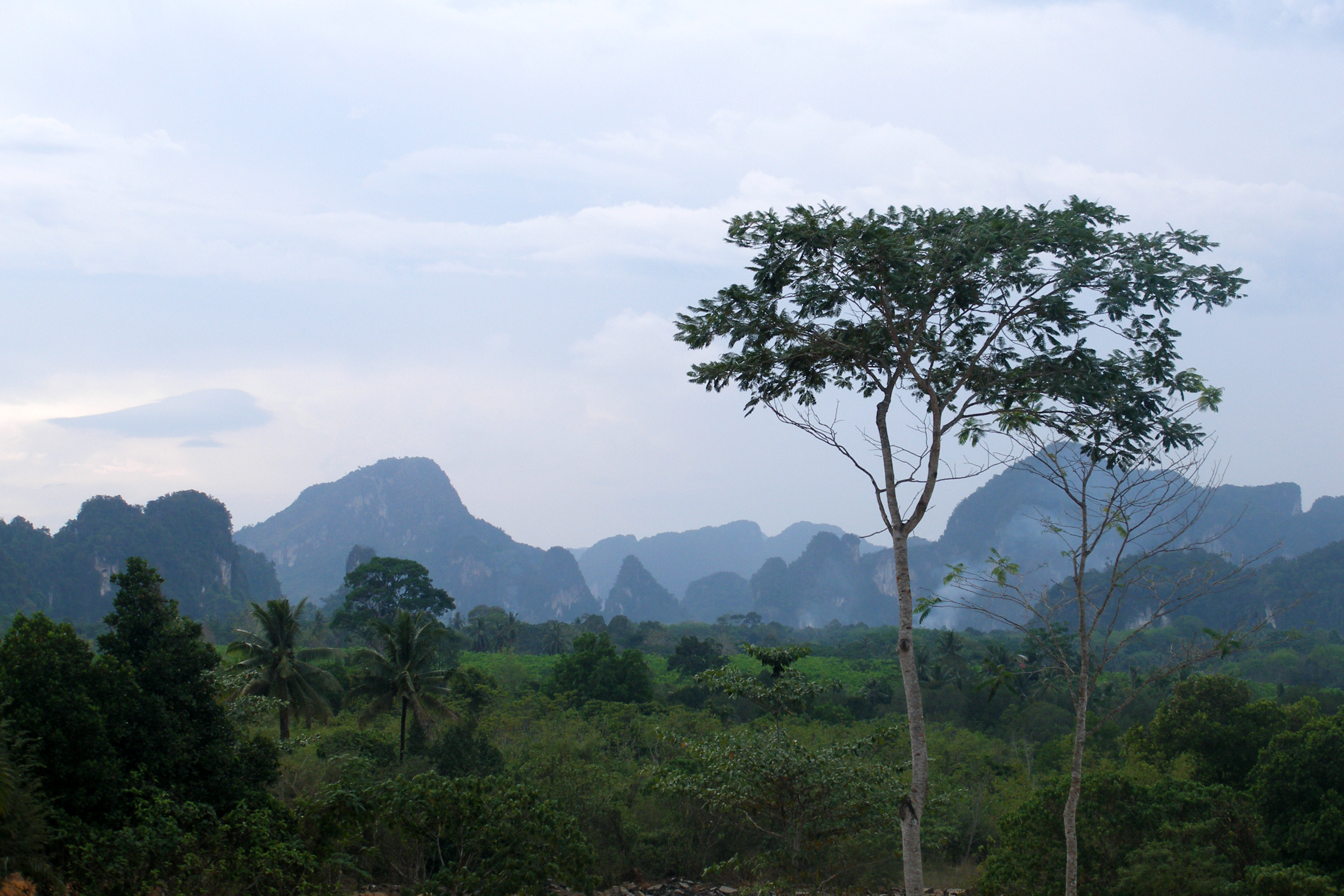
Окрестности Краби, карстовые образования
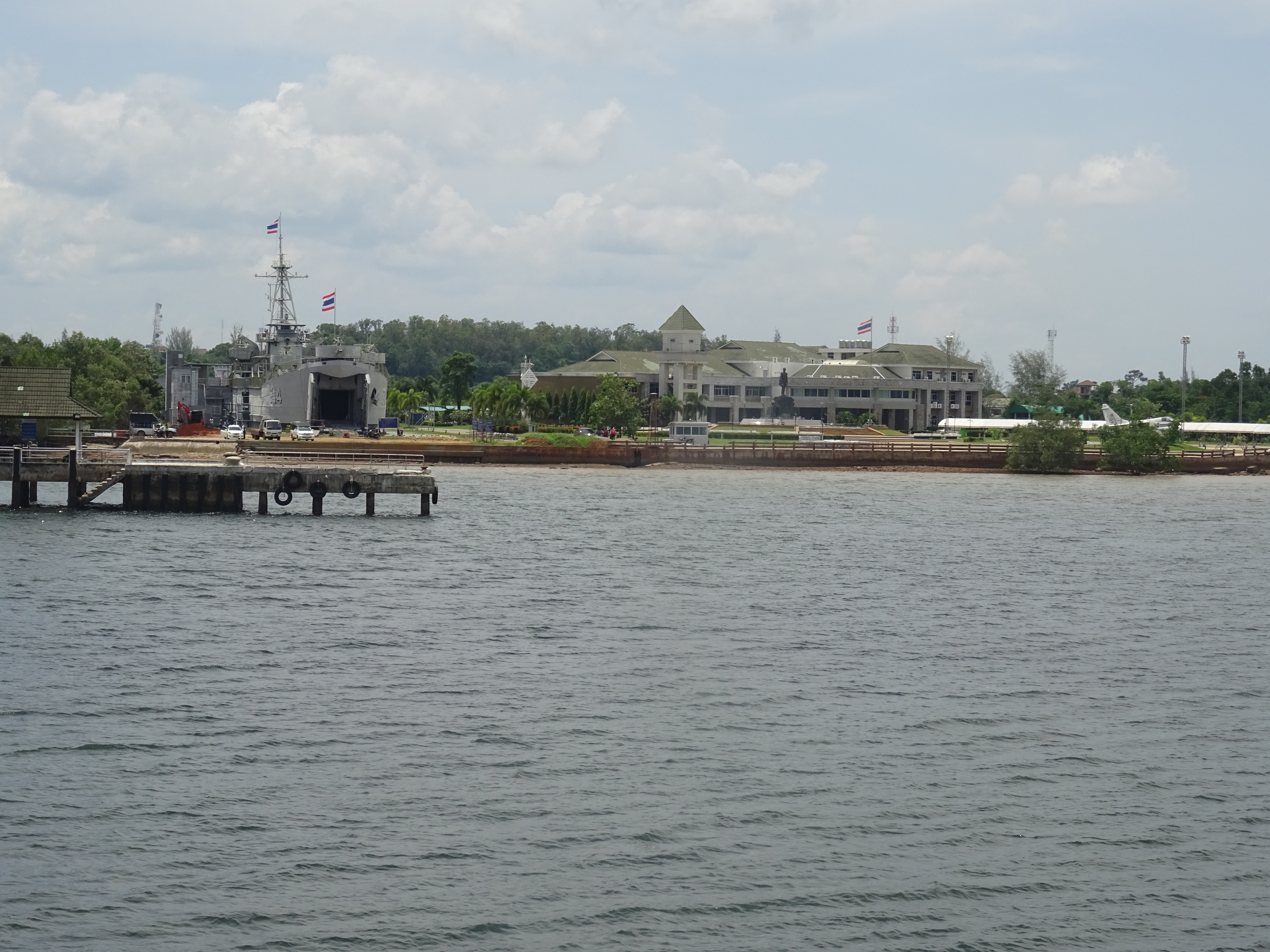
Пирс Klong Jilad
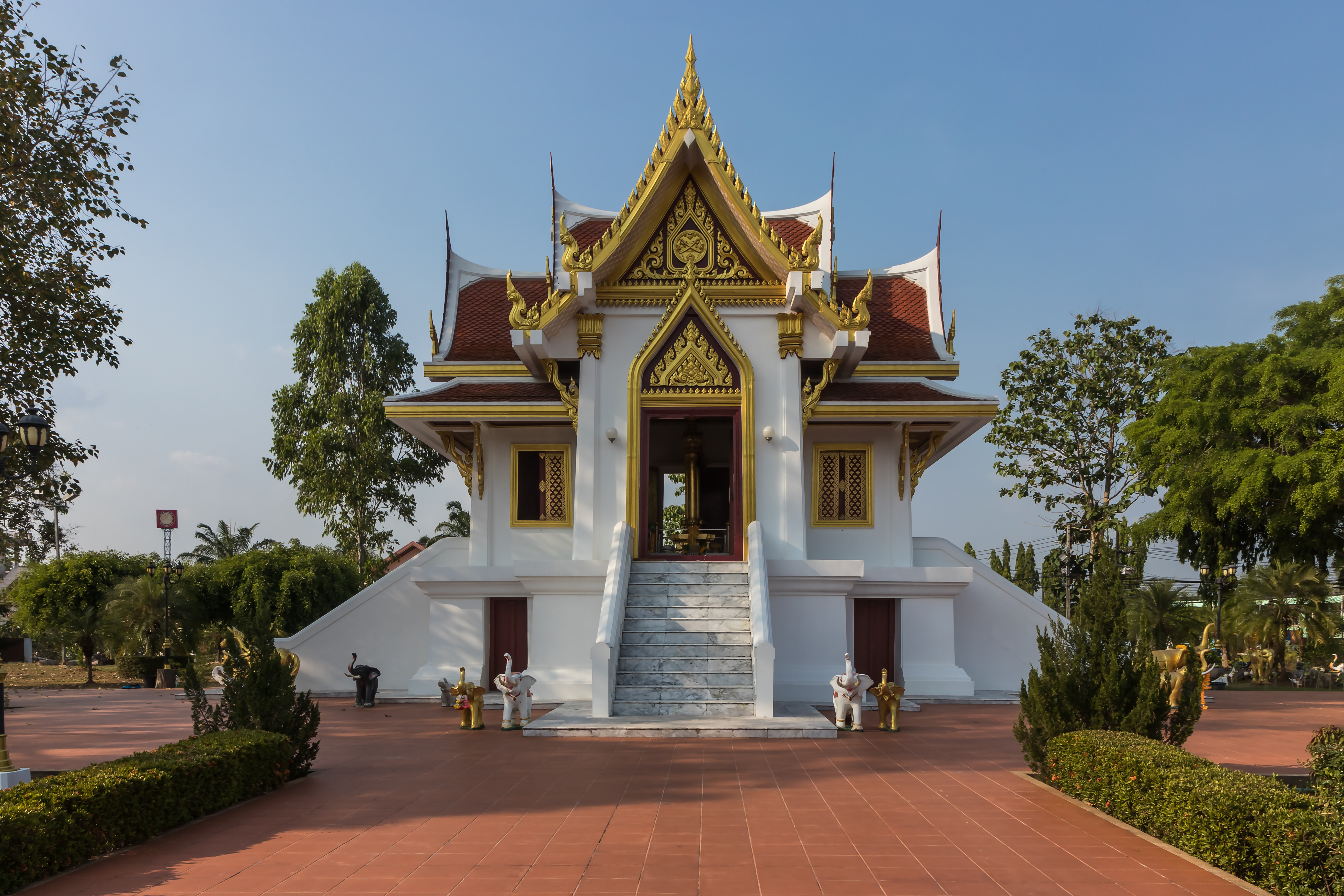
Храм городского столба (Krabi City Pillar Shrine)
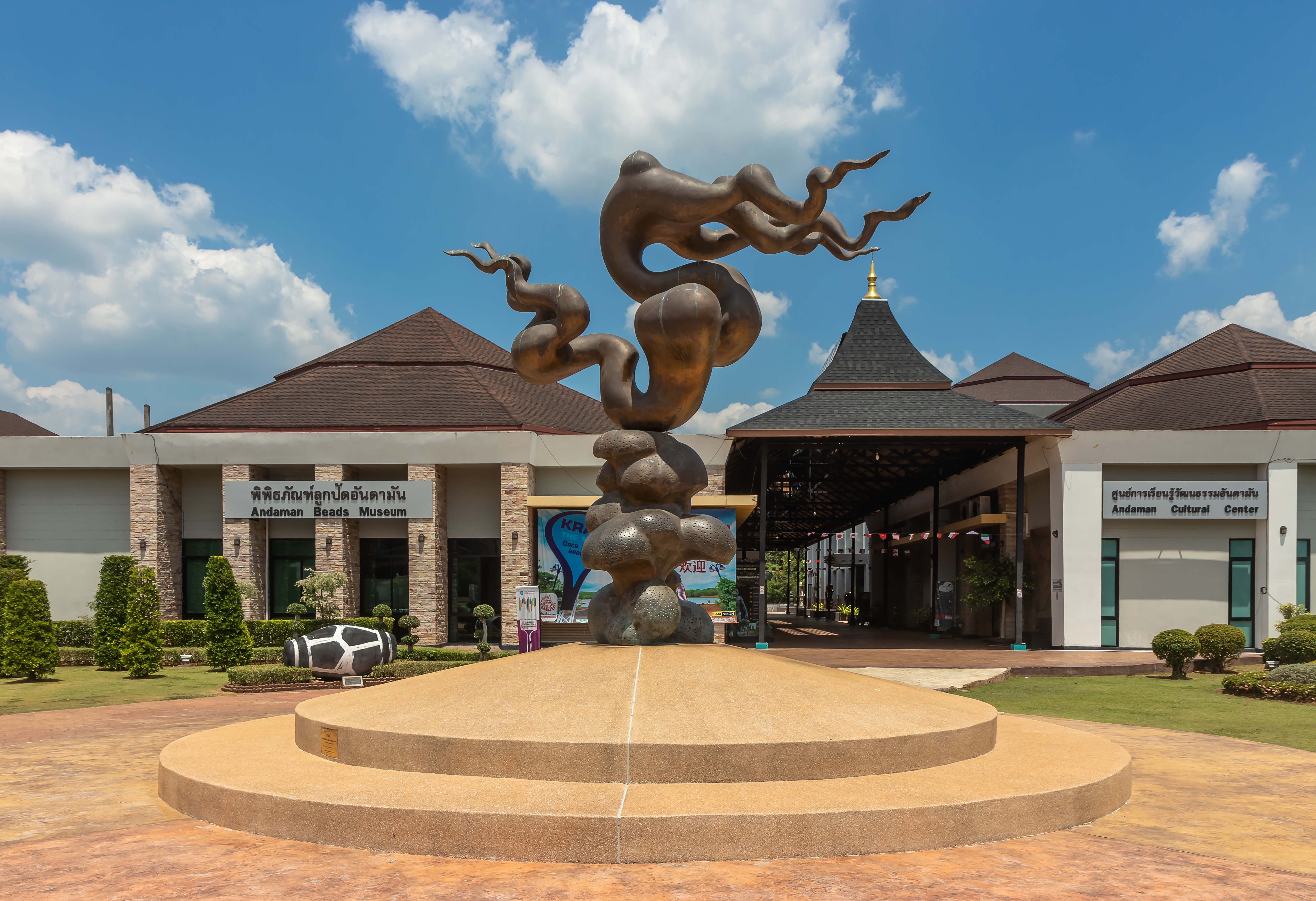
Культурный центр
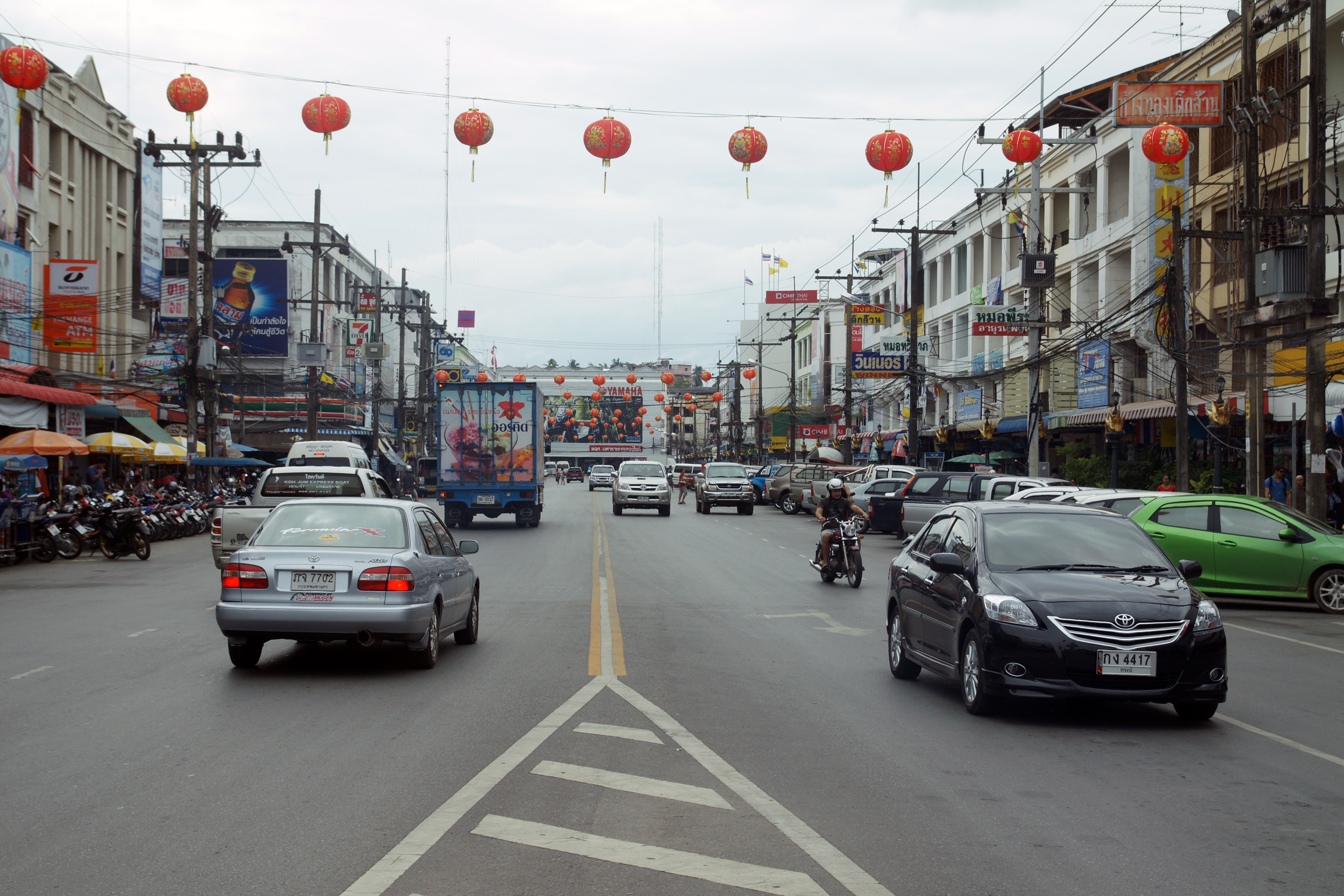
Улицы города
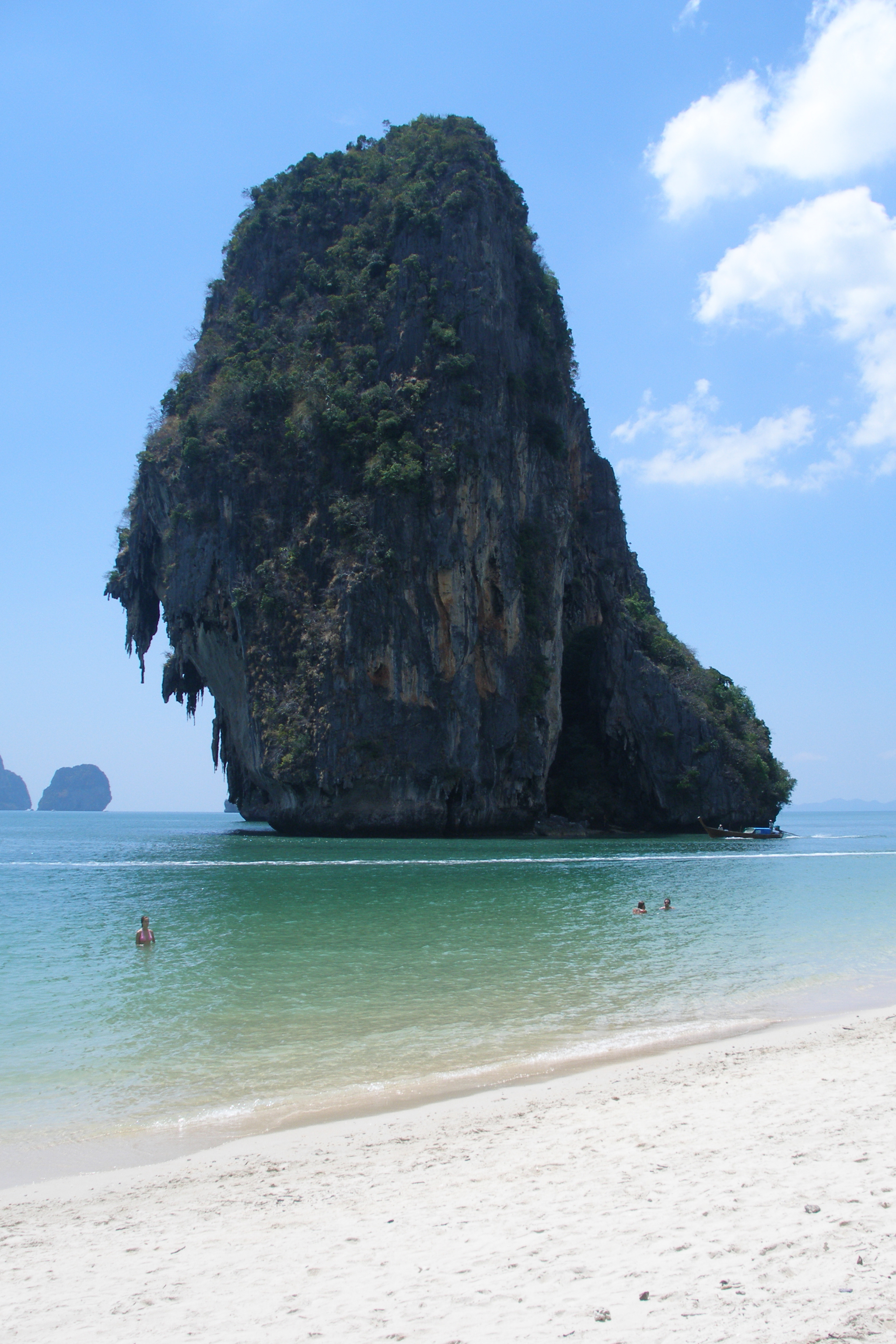
Пляж Рэйлей